# 藤之木古墳
藤之木古墳（日语：／ Fujinokikofun）是位於日本奈良縣生駒郡斑鳩町法隆寺西的一座圓墳，推測建於6世紀後半，為文化廳指定的日本國史跡，出土文物為日本國寶，古時又稱作陵山，入葬者的說法也眾說紛紜，主要的有崇峻天皇以及穴穗部皇子和宅部皇子。

## 歷史
古墳坐落於矢田丘陵以南的法隆寺寺山西面向南延伸的低地丘陵之上，距離法隆寺約350米，位於斑鳩町的西里集落的西南面，原本的地址是大字法隆寺小字藤之木（或藤之木和陵山），附近的水田亦有小字名御陵（みささぎ）。
1985年9月25日，斑鳩町和奈良縣立橿原考古學研究所在對古墳展開的調查中發現了金銅製馬具等出土文物。1988年6月2日和6月3日，奈良縣立橿原考古學研究所通過纖維鏡確認古墳內的屋形石棺未有遭到盜墓，並且在同年10月8日開始展開為期約兩個月的開棺調查。1991年11月16日，古墳獲指定為日本國史跡，並且在翌年開始對史跡指定範圍實施公有化。兩年後，斑鳩町牽頭成立「史跡藤之木古墳整備檢討委員會」。1995年11月28日，古墳的石室由於遭人破壞，加速了斑鳩町對保護石室的工作進度。1996年3月，制訂了《史跡藤之木古墳整備基本計劃書》，並且在1999年正式展開保存維修工作。2000年，對石室羨道的出入口處展開調查。2003年，對古墳展開為期五年的整理調查工作。

## 規模
古墳是一座直徑約48米，高約9米的圓墳，墓室形態是兩袖式橫穴式石室，奈良縣立橿原考古學研究所主張其全長13.95米，玄室長6米，寬2.3米，高4.4米，《日本古墳大辭典》和《日本歷史地名大系》認為全長14.2米，玄室長6.14米，寬2.73米，高4.32米，《角川日本地名大辭典》則稱全長14.5米，玄室長6.3米，寬2.6米，高4.2米，而玄室地面鋪有卵石，地底則建有排水用從羨道延伸至石室外的石造結構，《日本古墳大辭典》和《日本歷史地名大系》主張羨道長8.06米，寬1.78米，高2.5米，《角川日本地名大辭典》則認為是長8.2米，寬2.1米，石室南面一帶則出土了圓筒埴輪的碎片。玄室深處則安置了二上山產的白色凝灰岩製成的刳抜式屋形石棺，石棺內外均塗上了硃砂，奈良縣立橿原考古學研究所主張其最大長度是2.35米，最大寬度是1.39米，最大高度是1.52米，《日本古墳大辭典》和《日本歷史地名大系》認為是長2.3米，最大寬度為1.26米，最大高度是1.54米，《角川日本地名大辭典》則稱是長2.35米，寬1.4米，高1.53米，石棺的東邊較寬，棺蓋左右各有兩個繩掛突起。
棺內南北兩邊各葬有一人，北面是約20歲的男性，南面則性別不明，也有說法認為都是男性或男女各一。入葬者的實際身份也不明，不過根據出土文物等推測，較為有力的說法是穴穗部皇子和宅部皇子，另外按照法隆寺的紀錄顯示，由於古墳在江戶時代稱為陵山，也有意見認為這是崇峻天皇的陵墓，其他說法還有紀氏、平群氏和膳氏等等。

## 出土文物
古墳在1985年的第一次調查時，於石室右邊發現總計約60個土師器和須惠器，在石棺與奧壁之間則出土了馬具和武具等等，其後在1988年6月6日獲指定為重要文化財。在1988年的第二次調查時則通過纖維鏡確認了石棺內部，發現內有人骨、金銅製步搖附筒形製品和兵庫鎖等等文物，同年的第三次調查時打開了石棺，當時遺體原本所穿的衣服等纖維飄浮在約10厘米的積水上，亦出土了神獸鏡和刀子等總計1,000件以上的文物，並且在1991年獲文化廳追加指定為重要文化財。出土文物不單具有日本色彩，也匯集了朝鮮半島以至東亞風的各種文物，這些陪葬品在2004年6月8日上調為日本國寶，藏於奈良縣立橿原考古學研究所附屬博物館。
- 金銅鞍金具前輪
- 金銅鞍金具後輪
- 棘葉形杏葉、步搖附裝飾金具
- 龍紋裝飾金具、心葉形鏡板附馬銜和帶先金具

- 土器
- 金銅製冠
- 金銅製履
- 金銅製筒型品

### 註解
1. ↑  《My Pedia（日语：マイペディア）》、《世界大百科事典》[1]、《國史大辭典》[8]、《角川日本地名大辭典》和《日本古墳大辭典（日语：日本古墳大辞典）》主張直徑為48米[3][9]，《日本大百科全書》和《日本歷史地名大系》認為是40米[1][4]，《大英百科全書》日本版、奈良縣立橿原考古學研究所（日语：奈良県立橿原考古学研究所）和斑鳩町則稱是約50米[1][2][7]。高度方面，《大英百科全書》日本版和《日本歷史地名大系》主張是8米[1][4]，斑鳩町、《角川日本地名大辭典》和《日本古墳大辭典》則認為是9米[7][3][9]。

## 外部連結
- http://www.town.ikaruga.nara.jp/ikaho/kouza/f41.html （页面存档备份，存于）
- http://www.kashikoken.jp/from-site/2001/fujinoki4.html （页面存档备份，存于）
- http://www.kashikoken.jp/from-site/2003/fujinoki5/fujinoki5.html （页面存档备份，存于）
- - 國指定文化財等數據庫（日語）
- http://www.town.ikaruga.nara.jp/ku/sisetu/item_437.html （页面存档备份，存于）